# Сечел (Харгіта)
Сечел (рум. Săcel) — село у повіті Харгіта в Румунії. Адміністративний центр комуни Сечел.
Село розташоване на відстані 227 км на північний захід від Бухареста, 67 км на захід від М'єркуря-Чука, 114 км на південний схід від Клуж-Напоки, 90 км на північний захід від Брашова.

## Населення
За даними перепису населення 2002 року у селі проживали 144 особи.
Національний склад населення села:
| Національність | Кількість осіб | Відсоток |
| -------------- | -------------- | -------- |
| румуни         | 89             | 61,8%    |
| цигани         | 51             | 35,4%    |

Рідною мовою назвали:
| Мова      | Кількість осіб | Відсоток |
| --------- | -------------- | -------- |
| румунська | 139            | 96,5%    |
| угорська  | 5              | 3,5%     |